# اللواء (راية)

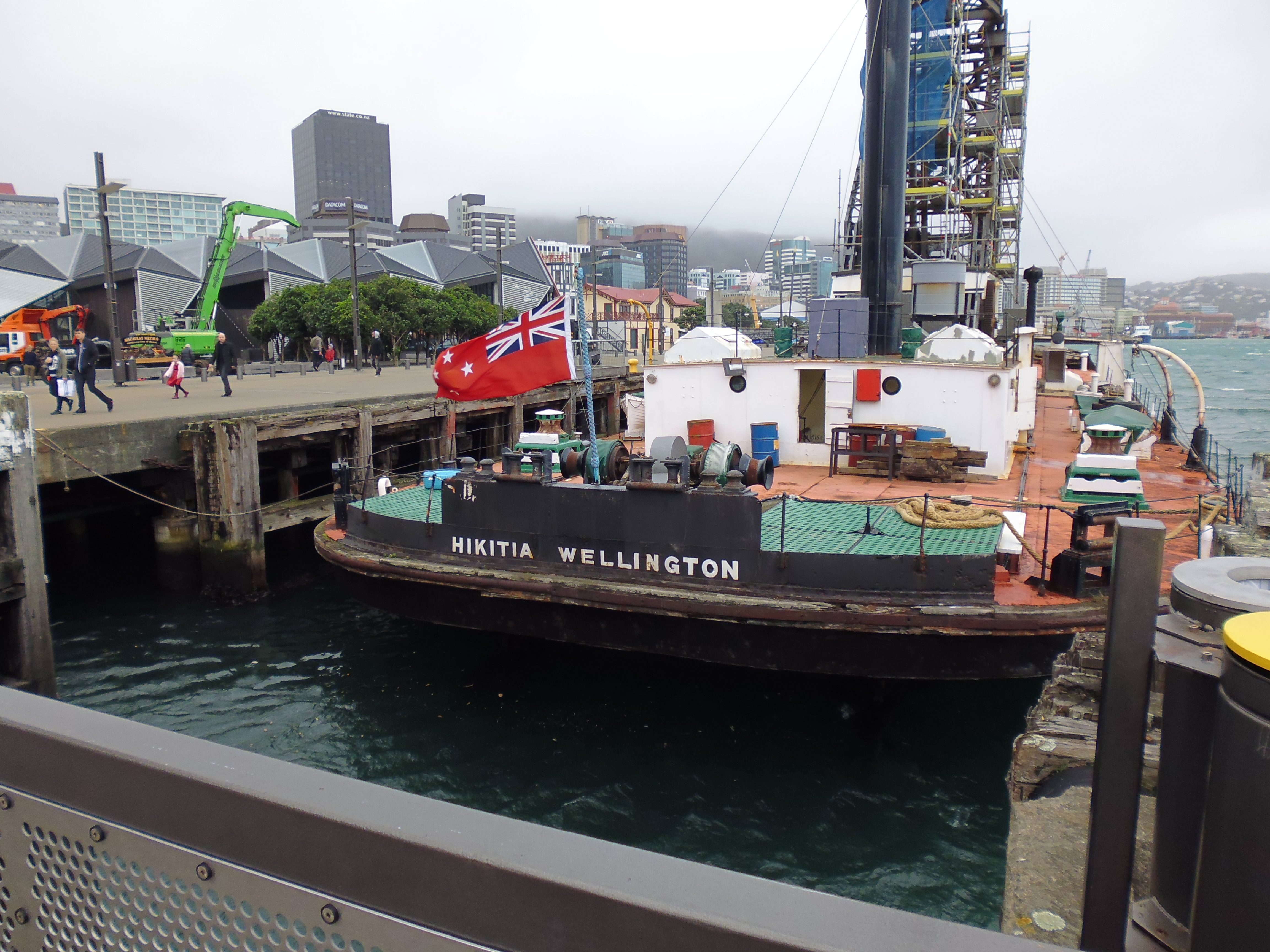
اللواء المدني الوطني لنيوزيلاندا على سارية فوق هيكيتا

اللواء هو علمٌ وطنيّ يوضع فوق المراكب البحرية ليشير إلى الدولة. اللواء هو أكبر علم، يُوضع عادةً على مؤخرة السفينة. اللواء (العلم) البحري يُعرف أيضاً باسم اللواء الحربيّ، يُوضع على السفن الحربيّة، قد يختلف عن الرايات المدنية (السفن التجارية) أو ألوية اليخوت (الزوارق الترفيهية). الحجم الكبير من الألوية البحرية تُسمى ألوية المعارك، وتُستخدم عندما تذهب السفن الحربية إلى المعارك. يختلف اللواء عن العلم البحري، حيث يوضع العلم البحري على سارية قصيرة على مقدمة السفينة.
اللواء بمعنى أوسع هو أي علم أو راية أخرى. اشتقت تسمية الرتبة العسكرية الأوروبية «اللواء» من حامل الراية لوحدة عسكرية، سواءاً كانت الراية وطنية أو عسكرية.

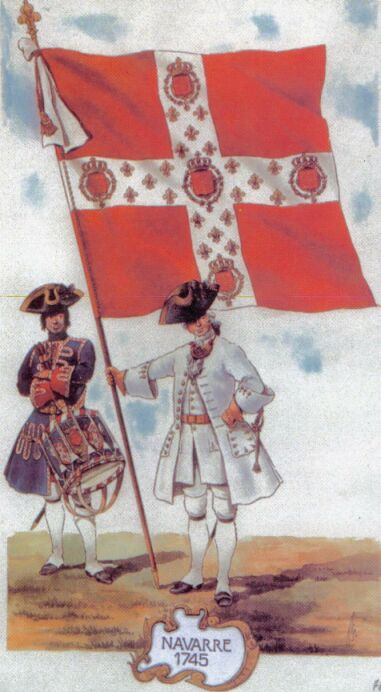
لواء فوج نافار الفرنسي، 1745.

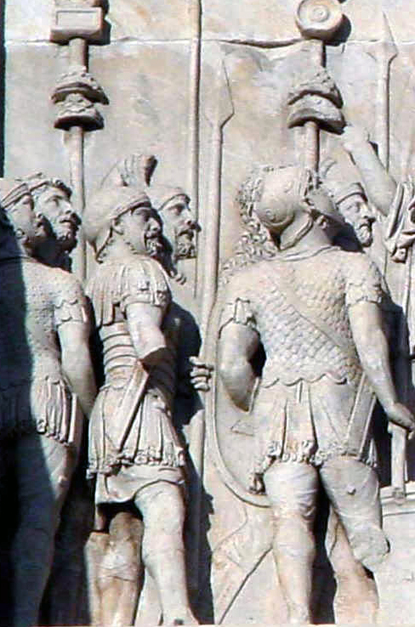
الألوية، مثل ألوية الرومان المشاهدة على قوس قسطنطين، ليست دائماً أعلام.

## الرايات الوطنية
في الاستخدام البحري، يُرفرف اللواء فوق السفينة أو القارب ليشير إلى انتمائهما. في حين أن هذا يشمل جنسية الزورق، قد يُشير إلى معلوماتٍ أكثر (زورق مدني، أو بحري، أو شرطي) بدلاً من أن يكون العلم الوطني نفسه. هذا شائع جداً في دول الكومونولث والدول الأوروبية.
يوضع اللواء عادةً على سارية في مؤخرة السفينة عندما تكون في الميناء، ويُمكن أن يُزاح إلى المهماز (إن أمكن) أو سارية في وسط السفينة إذا كانت السفينة منطلقة في رحلتها.
يُصنف علماء الرايات الأعلام الوطنية إلى ثلاثة أصناف عندما تستخدم كلواء:
- لواءٌ مدنيّ (الرمز المستخدم ): يُرفع على المراكب التجارية والترفيهية. يختلفُ لواء اليخت المستخدم على القوارب أو السفن الترفيهية عن اللواء المدني.
- لواء الدولة أو لواء الحكومة (الرمز المستخدم ): يُرفع على المراكب الحكومية، مثل قوارب خفر السواحل.
- لواء بحري (الرنز المستخدم ) تستخدمه القوات البحرية.[3]

دولٌ عديدة لا تُفرق بين هذه الاستخدامات، ولا تستخدم سوى علم وطني ولواء واحد في جميع الحالات. على سبيل المثال، في الولايات المتحدة ترفعُ كل القوارب الجارية في الخدمة للحكومة الأمريكية العلمَ الوطني (العلم الأمريكي) عدى خفر السواحل الأمريكي، كذلك ترفع قوارب بعض الوكالات علمَ الوكالة كـ«علامة فارقة». تستخدم بعض الدول ألويةً مختلفة كالمملكة المتحدة، وأوكرانيا، وإيطاليا، وروسيا، وجنوب أفريقيا، وأستراليا، ونيوزيلندا، واليابان. بعض الألوية خاضعة للقانون بدقة؛ لأنها تُشير إلى المركب إن كان سفينةً حربية، أو تجارية، أو سفينة تنقل البريد، أو يخت، أو غيره.
لدى أعلام العديد من دول الكومونولث أصولها في الألوية، أي أنها تُشير إلى القوة الإستعمارية التي كانت خاضعة تحت سلطتها (المملكة المتحدة). أبرز هذه الأعلام الوطنية هي علم أستراليا، وعلم نيوزيلاندا، وأعلام دول جزر صغيرة. من الواضح أن التصميم الأصلي لعلم الولايات المتحدة متأثر بشدة باللواء الأحمر البريطاني أو علم شركة الهند الشرقية.

## الألوية الجوية
مع إنشاء أسلحة جو مستقلة وتطور الطيران المدني في النصف الأول من القرن العشرين، اعتمدت مجموعة من الأعلام والألوية البارزة. يُمكن تقسيم هذه الألوية إلى ألوية القوات الجوية (غالباً تكونذات لون أزرق فاتح،، مثل لواء سلاح الجو الملكي البريطاني) وألوية الطيران المدني.

## الألوية الملكية
في علم شعارات النبالة، اللواء عبارة عن زخرفة أو إشارة، كتاجٍ، أو إكليل، أو قلنسوة، توضع فوق الحمولة أو شعار النبالة.

### اقتباسات
1. ↑  "Ensign". Oxforddictionaries.com. مؤرشف من الأصل في 2016-07-01.
2. 1 2  Znamierowski. "Types of flags". The World Encyclopedia of Flags. ص. 31.
3. ↑  Znamierowski. "Naval ensigns and flags". The World Encyclopedia of Flags. ص. 88.
4. ↑  Znamierowski. "Air force flags". The World Encyclopedia of Flags. ص. 85.
5. ↑  Snell، Melissa. "Pimbley's Dictionary of Heraldry". مؤرشف من الأصل في 2016-03-04.